# Břehyňská průrva

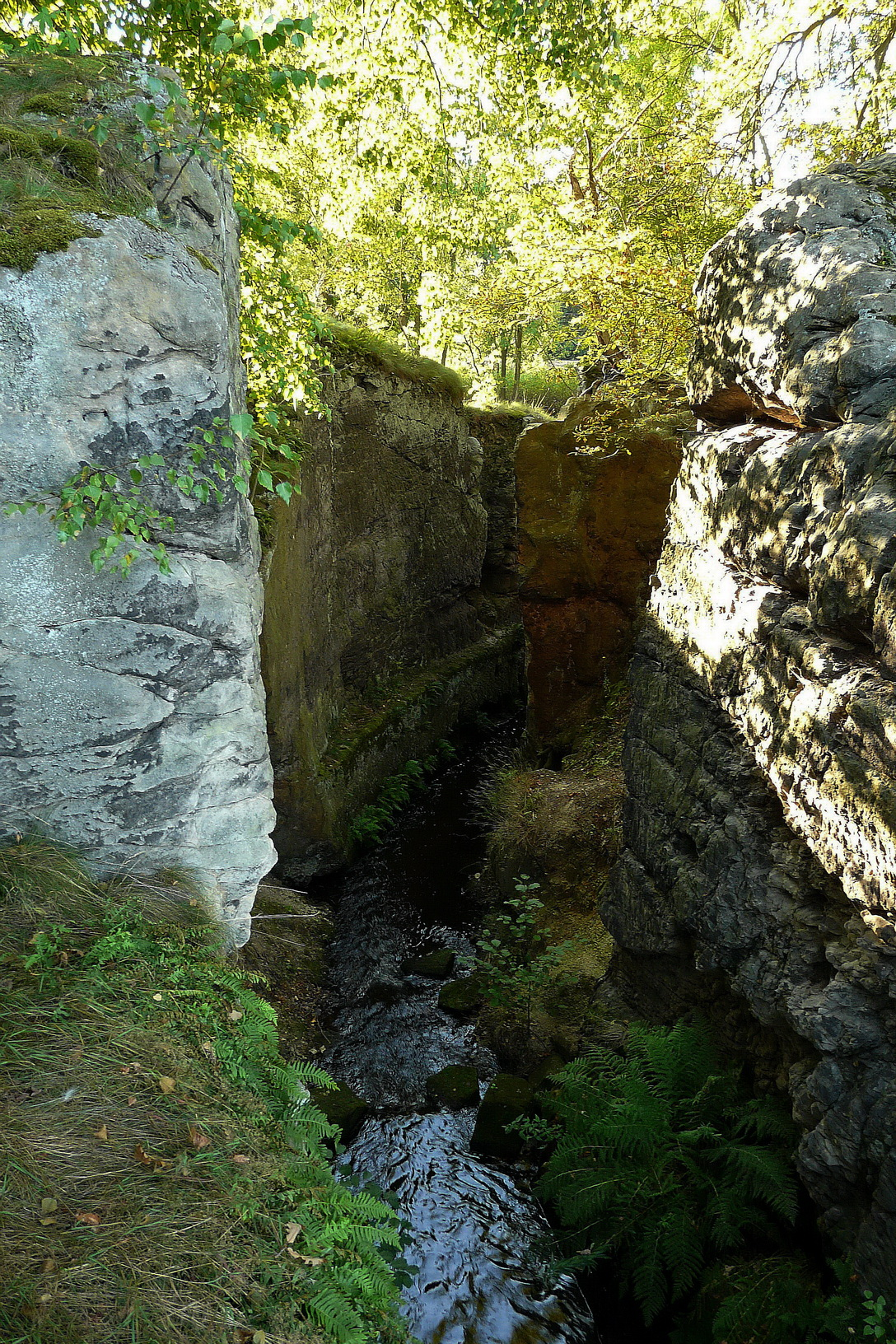
Břehyňská průrva

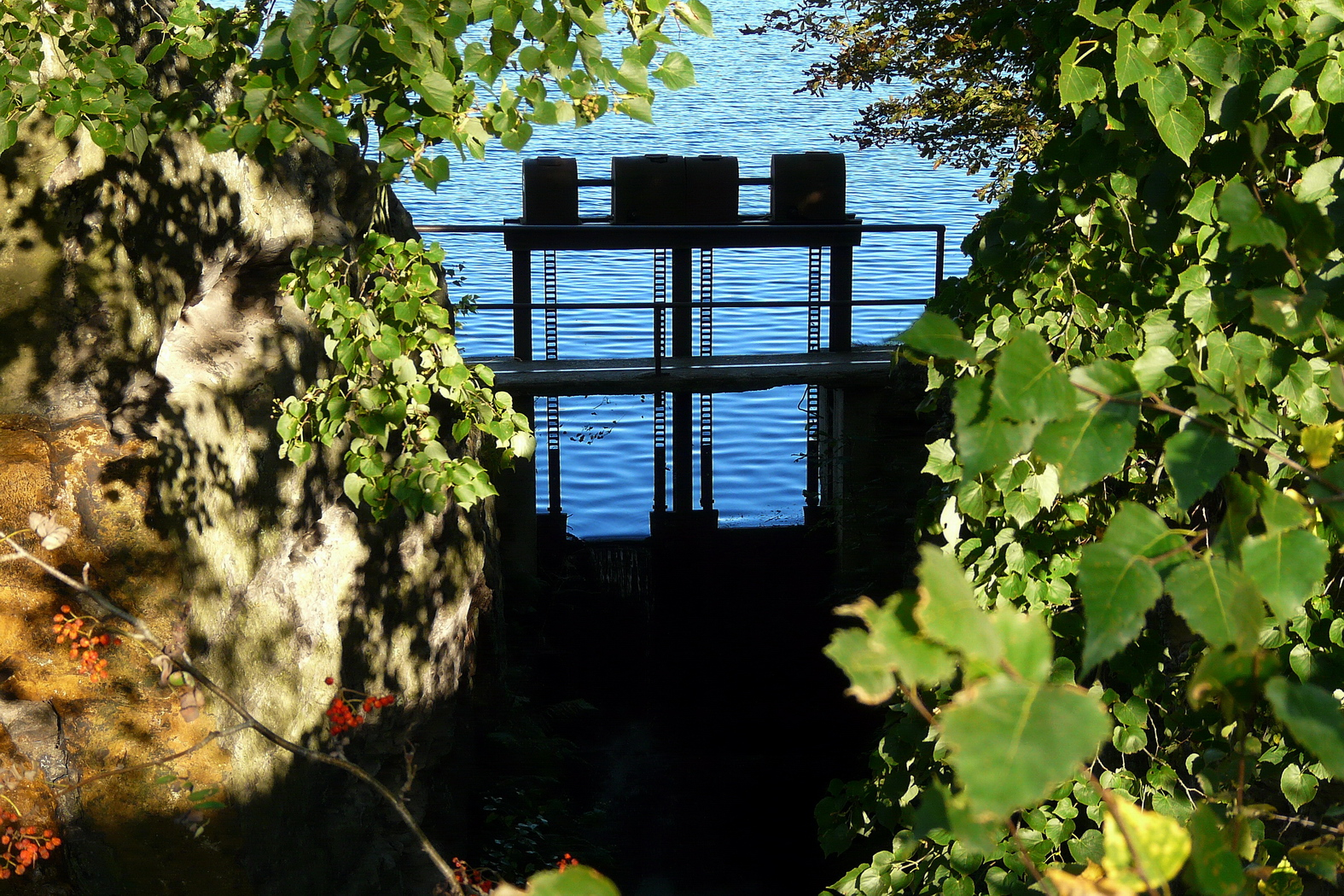
Ablauf des Břehyňský rybník

Die Břehyňská průrva (deutsch Heidemühler Schlucken, auch Heideteich-Schlucken) ist ein künstlich hergestellter Felskanal in Nordböhmen, Tschechien. Er befindet sich in Břehyně in der Stadt Doksy im Bezirk Česká Lípa und dient dem Ablass des Břehyňský rybník. Der Mühlendamm ist als Kulturdenkmal geschützt. Der Schlucken ist Teil des Nationalen Naturreservats Břehyně-Pecopala.

## Geographie
Der Schlucken liegt südwestlichen Ende des Břehyňský rybník am Fuße des Mlýnský vrch (Mühlberg, 389 m) in der Ortschaft Břehyně im Kummergebirge. Über den Kanal verläuft auf dem Teichdamm die Straße II/270 zwischen Doksy und Mimoň.

## Geschichte
Der Teich am Břehyňský potok wurde wahrscheinlich nach 1366 im Zuge der Anlegung eines Systems von Fischteichen in den sumpfigen Niederungen entlang des Robečský potok und seiner Zuflüsse errichtet. Der gut zu bearbeitende Sandstein der Ralská pahorkatina führte zu einer besonderen Konstruktion der Teiche, ihr Auslass erfolgte nicht über Mönche durch die aufgeschütteten Erddämme, sondern mittels seitlich davon durch das Gestein gehauener Felskanäle, die Schlucken genannt wurden.

## Beschreibung
Die Břehyňská průrva hat eine Länge von 30 Metern. Der Felskanal ist fünf Meter tief und vier Meter breit. Bis zur Einstellung des Mühlbetriebs diente er zugleich als Aufschlaggraben der Mühle in Břehyně.